# Светско првенство у пливању 2025 — 200 м делфин за мушкарце
Пливачке трке у дисциплини 200 метара делфин стилом за мушкарце на Светском првенству у пливању 2025. одржане су 29. јула (квалификације и полуфинале) и 30. јула (финале) као део програма Светског првенства у воденим спортовима. Трке су се одржавале у базену спортског комплекса Singapore Sports Hub у Сингапуру.
За трке у овој дисциплини било је пријављено 37 такмичара из 32 земље учеснице првенства.
Титулу светског првака је освојио Лука Урландо из Сједињених Држава, сребрни је био Кшиштоф Хмјелевски из Пољске, док је бронза припала аустралијском репрезентативцу Харисону Тарнеру.

## Освајачи медаља
|                    | Резултат |                          | Резултат   |                      | Резултат   |
|                    |          |                          |            |                      |            |
| Лука Урландо (САД) | 1:51.87  | Кшиштоф Хмјелевски (ПОЉ) | 1:52.64 НР | Харисон Тарнер (АУС) | 1:54.17 НР |

## Званични рекорди
Пре почетка такмичења званични рекорди у овој дисциплини су били следећи:
| Рекорд                         | Име                 | Резултат | Место                 | Датум         |
| ------------------------------ | ------------------- | -------- | --------------------- | ------------- |
| Светски рекорд СР              | Криштоф Милак (МАЂ) | 1:50.34  | Будимпешта (Мађарска) | 21. јул 2022. |
| Рекорд светских првенстава РПр | Криштоф Милак (МАЂ) | 1:50.34  | Будимпешта (Мађарска) | 21. јул 2022. |